# Bogusław L. Jackowski
Bogusław L. Jackowski, pseud. Jacko (ur. 13 kwietnia 1950 w Gdańsku) – polski informatyk, typograf, wydawca, muzyk niezawodowy.

## Życiorys
Ukończył IV Liceum Ogólnokształcące im. Henryka Sienkiewicza w Częstochowie w roku 1967 oraz Wydział Chemiczny Politechniki Gdańskiej (1972). Po ukończeniu studiów rozpoczął pracę jako programista w centrum komputerowym Uniwersytetu Gdańskiego, a następnie jako asystent w Katedrze Matematyki.
W początku lat osiemdziesiątych przeniósł się do Instytutu Budownictwa Wodnego PAN.
W roku 1989 założył firmę Polski TeX.
W roku 1992 wraz z Markiem Ryćko był założycielem Wydawnictwa Do, które w 1995 roku wydało książkę Kabaret Starszych Panów, Tom I, zawierającą zapis pierwszych czterech wieczorów Kabaretu. Z początkiem 1998 roku rezygnuje z współwłasności wydawnictwa i poświęca się pracy w BOP s.c. od 1993 roku prowadzonej w Gdańsku wraz z Piotrem Pianowskim spółce świadczącej usługi graficzne i wydawnicze. BOP między innym opracował graficznie i przygotował do druku serię albumów Był sobie Gdańsk oraz sześć wydań kwartalnika pod tym samym tytułem.
Jest członkiem założycielem Polskiej Grupy Użytkowników Systemu TeX (GUST), a od 1995 roku Członkiem Honorowym tego stowarzyszenia. W ramach działań podejmowanych przez GUST aktywnie uczestniczy w rozwoju wspomagającego skład komputerowy swobodnego oprogramowania public domain oraz polskich fontów. Wraz z Januszem M. Nowackim jest autorem opartej na Computer Modern rodziny krojów pisma Latin Modern stopniowo wypierającej prototyp z użycia. Również z Nowackim oraz z Piotrem Strzelczykiem są autorami elektronicznej wersji kroju Antykwa Półtawskiego, nazywanego „polskim krojem narodowym”. Prowadzi projekt TeX Gyre, którego rezultatem są unicodowe czcionki OpenType oraz rozszerzeniami matematycznymi dla części z nich.
Jest autorem wielu artykułów w prasie fachowej oraz felietonów w popularnej, część z nich znalazła się w antologii felietonów informatycznych Zapiski na balonie.
Posiadacz siedmiu czeków wystawionych przez Donalda Knutha.

## Działalność artystyczna
Wykonuje piosenki z nurtu nazywanego krainą łagodności, repertuaru międzywojennego i powojennego, wykonawca między innym ballad Mirosława Hrynkiewicza. Ma w swoim repertuarze również własne gitarowe opracowania piosenek Jerzego Wasowskiego. Uczestnik Bazun oraz Giełd w Szklarskiej Porębie. Szary Łoś Giełdowy. W początku lat siedemdziesiątych grał w zespole Kaszuby, który w latach 1972–1973 uzyskiwał wyróżnienia na Giełdzie. W latach 2007–2013 grał w zespole Mirek Hrynkiewicz i przyjaciele, a w 2018–2019 występował na scenie z Waldemarem Chylińskim.
Jego córka Katarzyna jest artystką, między innymi współzałożycielką zespołu Jazgodki – jedynej polskiej kapeli programowo grającej w kuchni. Prowadzi również projekt Parparusza Wędrowna Wytwórnia Zdarzeń.

## Publikacje
- Bogusław Jackowski, Ryszard Kubiak, Stefan Sokołowski. Complexity of sorting by distributive partitioning. „Information Processing Letters”. 9 (2), s. 100-, 2 1979. (ang.).
- Jerzy Kołodko, Bogusław Jackowski: Kinematyczny model spiętrzeń sztormowych. Opracowanie teoretycznych podstaw kinematycznego modelu spiętrzeń sztormowych. Gdańsk: Wydawnictwo IBW PAN, 1983, s. 8 s., 6 rys.
- Marek Kubale, Bogusław Jackowski. A generalized implicit enumeration algorithm for graph coloring. „Communications of the ACM”. 28 (4), s. 412-418, 04 1985. (ang.).
- Bogusław Jackowski: Zakres stosowalności przybliżenia parabolicznego dla liniowych modeli spiętrzeń sztormowych. Gdańsk: Wydawnictwo IBW PAN, 1986, s. 27 s., 8 rys., lit.
- Bogusław Jackowski: Paraboliczny model spiętrzeń sztormowych: wpływ nieliniowości na charakterystykę procesu. Gdańsk: Wydawnictwo IBW PAN, 1987, s. 25 s., zał. 19.
- Bogusław Jackowski, Janusz Marian Nowacki. Latin Modern: Enhancing Computer Modern with accents, accents, accents. „TUGboat”. 2003. 24:1. (ang.).brak numeru strony
- Zyta Pielona, Szymon Kobyliński, 750 razy gra półsłówek, Warszawa: Wydawnicywo Do, 1992, ISBN 83-85586-00-8, OCLC 34930523 [dostęp 2019-03-18]. Brak numerów stron w książce[32]
- Sokołowski S., Jackowski B., Janota E., Fuglewicz P. Towards Statistically-based Semantics of Linguistic Resources. „Workshop on International Proofing Tools and Language Technologies, July 1-2, 2004, Patras, Greece”, 2004.
- Bogusław Jackowski. Appendix G illuminated. „TUGboat”. 27 (1), s. 83-90, 2006. (ang.).
- Bogusław Jackowski, Piotr Strzelczyk: How to make more than one math OpenType font, or the Beasts of Fonts. Bachotek: Grupa Użytkowników Systemu TeX, 2011. Brak numerów stron w książce
- Bogusław Jackowski. Computing the area and winding number for a Bézier curve. „TUGboat”. 33 (1), s. 98-101, 2012. (ang.).
- Bogusław Jackowski, Stanisław Wawrykiewicz: Fontowe ABC: Fonty rodziny Computer Modern. [dostęp 2014-06-29]. (pol.).
- Bogusław Jackowski. Typografowie, programiści i matematycy, czyli przypadek estetycznie zadowalającej interpolacji. „Acta Poligraphica nr 1”, s. 11-30, 2013.
- Bogusław Jackowski, Piotr Strzelczyk, Piotr Pianowski: Progres of the TeX Gyre Math Font Project: TeX Gyre Schola Math or Coup de Grâce. Bachotek: Grupa Użytkowników Systemu TeX, 2014. Brak numerów stron w książce
- Bogusław Jackowski, Piotr W. Fuglewicz, W chorej mowie chory duch [online], Studio Opinii, 11 sierpnia 2016 [dostęp 2019-03-27].